# آرامگاه خواجه خضر
بقعه خواجه خضر مربوط به دوره سلجوقیان است و در رامهرمز، میدان آزادی، خیابان شهید منتظری، پشت شهرداری واقع شده و این اثر در تاریخ ۲۳ شهریور ۱۳۸۲ با شمارهٔ ثبت ۹۹۵۷ به‌عنوان یکی از آثار ملی ایران به ثبت رسیده است.